# Talles (piłkarz)
Talles, właśc. Talles Brener de Paula (ur. 12 maja 1998 w Divinópolis, w stanie Minas Gerais) – brazylijski piłkarz, grający na pozycji pomocnika.

## Kariera piłkarska

### Kariera klubowa
Wychowanek klubów AA Internacional oraz Fluminense FC. W 2017 roku rozpoczął karierę piłkarską w drużynie młodzieżowej Fluminense FC. Od 2017 do 2019 grał w klubach Mirassol FC i EC Noroeste w Liga Paulista. W 2020 dołączył do Vila Nova FC. 5 lutego 2021 jako wolny agent przeniósł się do Olimpiku Donieck, z którym podpisał 3,5-letni kontrakt. 30 lipca 2021 podpisał 3-letni kontrakt z Ruchem Lwów. 2 kwietnia 2022 roku został wypożyczony do fińskiego Kuopion Palloseura, a już w lipcu wrócił do lwowskiego klubu.

## Sukcesy i odznaczenia

### Sukcesy klubowe
Vila Nova FC
- mistrz Série C: 2020